# Vulgärökonomie
Vulgärökonomie (aus „vulgär“ und „Ökonomie“) kennzeichnet im Sprachgebrauch des Marxismus eine ökonomische Betrachtungsweise, die von dem Alltagswissen der ökonomischen Akteure ausgeht. Sie entspricht somit deren Standpunkt und beschränktem Gesichtskreis und bleibt dabei in der Betrachtung der wirtschaftlichen Vorgänge an deren Oberfläche und auf niedrigem wissenschaftlichen Niveau. Der Begriff wird so auf Karl Marx zurückgeführt.
„Die Vulgärökonomie, die ‚wirklich auch nichts gelernt hat‘, pocht hier, wie überall, auf den Schein gegen das Gesetz der Erscheinung. Sie glaubt im Gegensatz zu Spinoza, daß die Unwissenheit ein hinreichender Grund ist.“
Nach der Methodologie des Marxismus fallen Wesen und Erscheinung einer Sache nicht zusammen; sonst wäre nämlich eine wissenschaftliche Erklärung nicht erforderlich. Die vulgärökonomische Anschauung missverstehe das damals augenfällig Gegebene als Naturnotwendigkeit und übersehe dabei die geschichtliche Bedingtheit der jeweils gegebenen Gesellschaftsformation.
Marx verband mit dem Begriff „Vulgärökonomie“ die Einschätzung, dass ab einem bestimmten Punkt der Entwicklung der kapitalistischen Gesellschaft die herrschende Klasse nicht mehr am Fortschreiten ökonomischer Erkenntnisse interessiert sei, sondern stattdessen nur noch an der Verbreitung wirksamer Ideologie zur Verschleierung und/oder Rechtfertigung des politischen und gesellschaftlichen Status quo.
„Soweit sie bürgerlich ist, d. h. die kapitalistische Ordnung statt als geschichtlich vorübergehende Entwicklungsstufe, umgekehrt als absolute und letzte Gestalt der gesellschaftlichen Produktion auffaßt, kann die politische Ökonomie nur Wissenschaft bleiben, solange der Klassenkampf latent bleibt oder sich in nur vereinzelten Erscheinungen offenbart.“
Für Marx fällt die Entstehung der klassischen Nationalökonomie, bei deren krönendem Abschluss David Ricardo in seiner Verteilungstheorie den Gegensatz der Klasseninteressen noch völlig unverblümt ausspricht, in die Periode des noch unentwickelten Klassenkampfs zwischen Lohnarbeit und Kapital. Hernach erfüllt die vulgärökonomische Literatur nach der Wirtschaftskrise 1830 und der Zuspitzung des Klassenkampfs der an die Herrschaft gelangten Bourgeoisie gegenüber dem erstarkenden Proletariat fast nur noch die Funktion der „Apologetik“ der jeweils bestehenden Verhältnisse. Nach Marxens Ideologietheorie gehört immer die – nächste – Zukunft einer revolutionär aufstrebenden Klasse. Für Theodor Geiger ist Marx demnach kein "Panideologist" (wie etwa Karl Mannheim); denn immer war also jeweils das Denken dieser Klasse "relativ richtig", d. h. im Einklang mit dem Geschichtsverlauf. Die relative Richtigkeit ist mit anderen Worten einfach eine zeitlich bedingte Standort-Adäquatheit des Denkens.
In dem Werk von John Stuart Mill sieht Marx einen "geistlosen Synkretismus" am Werke, der die nicht mehr zu ignorierenden Ansprüche des Proletariats mit denen der Bourgeoisie auszugleichen suche, also ein "Versuch, Unversöhnbares zu versöhnen". Im Falle Deutschland fehlten der ökonomischen Wissenschaft erst die direkte Anschauung kapitalistischer Produktionsverhältnisse, danach machten die Zuspitzung der Klassenkämpfe eine theoretisch hochstehende Wissenschaft unmöglich, so dass die Deutschen die wissenschaftlichen Dogmen vorwiegend aus dem Auslande importierten. Um die Fahne Bastiats, des "flachsten und daher gelungensten Vertreters vulgärokonomischer Apologetik", scharten sich vorwiegend die unternehmungslustigen Geschäftsleute.

## Marxens Kritik an der Vulgärökonomie
Anders als später die neoklassische Ökonomie ist für die klassische Nationalökonomie der "natürliche Preis" gleich den Kosten (einschließlich des Profits), zu denen die Ware langfristig in der Menge zu Markt gebracht werden kann, die durch die bei diesem Preis entstehende, monetär wirksame Nachfrage bestimmt wird. Marxens ökonomische Analyse verfolgt grundsätzlich denselben methodologischen Ansatz.
Der Vulgärökonomie hingegen fehlt nach Marx ein theoretisch ausgebildeter Wertbegriff. Wenn Angebot und Zufuhr sich decken, sei deren Wirkung überhaupt theoretisch ausgeblendet. „Wenn also mit Bezug auf den Gebrauchswert beide Austauscher gewinnen können, können sie nicht beide gewinnen an Tauschwert.“ Es mangelte jedoch nicht an Versuchen, so etwa von Étienne Bonnot de Condillac, das Spielen von Angebot und Nachfrage, oder eben die Sphäre der Warenzirkulation, als Ort der Entstehung von Mehrwert nachzuweisen. Diesem liegt nach Marx zumeist eine Konfusion von Gebrauchswert und Tauschwert zugrunde. Demselben Fehler erliege noch Wilhelm Roscher. Die Illusion, der Mehrwert entspringe einem nominellen Preisaufschlag, machte nach Marx die Annahme einer Klasse notwendig, die konsumiere ohne zu produzieren. Im Modell der einfachen Warenzirkulation sei diese Annahme jedoch nicht zulässig.
Die klassische Nationalökonomie verfehle mit ihrem Ausdruck value of labour zu unterscheiden zwischen dem Wert der Arbeitskraft und der Wertsumme, den dieselbe Arbeitskraft produziere. Dies verstricke sie in Widersprüche und bot hernach der Vulgärökonomie eine willkommene Operationsbasis für allerlei Flachheiten. Die Verwandlung von Wert der Arbeitskraft in entsprechende Rechtsformen des Geldlohns ist nicht nur Grundlage für Illusionen von (Vertrags-)Freiheit, sondern auch wieder Ansatzpunkt für entsprechende Fehlschlüsse der Vulgärökonomie.

### Die Kritik an Jean-Baptiste Say
Die Produktionsfaktorentheorie von Jean-Baptiste Say sei Ausdruck des Kompromisses der industriellen Bourgeoisie und des feudalen Landbesitzes, indem die Bodenrente nicht mehr als Abzug vom Profit, sondern als Teil des angewandten Kapitals behandelt wurde. Zum anderen hat sie die Arbeitswertlehre Ricardos aus der Theorie entfernt, da sie den Wert der Waren aus den „gleichwertigen“ Produktionsfaktoren Kapital, Boden und Arbeit zusammensetzte. Der Profit erscheint danach als Ergebnis der "Produktivität" des Kapitals ähnlich wie die Bodenrente als Ergebnis der Produktivität des Bodens. Beide stehen dem Arbeitslohn scheinbar gleichwertig gegenüber und das Klassenverhältnis sei damit vertuscht. Allerdings kann sie nicht befriedigen, denn sie bewegt sich in einem logischen Zirkel: Sie will den Wertbildungsprozess erklären, reduziert aber den Wert der Waren auf den Wert der in ihrer Produktion beteiligten Faktoren: Wert wird also durch Wert erklärt. Nach Marxens Arbeitswerttheorie hingegen ist die Fähigkeit, Werte zu produzieren, eine Eigenschaft des Gebrauchswerts einer einzigen Ware, nämlich der Ware Arbeitskraft.
Das sog. Saysche Gesetz ist für Marx die Frage, ob Überproduktion möglich sei, oder anders formuliert, ob der Verwertungsprozess des Kapitals in der Produktion unmittelbar seine Verwertung sei. Marx weist das Theorem als fadenscheinige Begründung zurück, weil es von wesentlichen Bedingungen der ökonomischen Wirklichkeit abstrahiere.

### Die Kritik an der Abstinenztheorie
Die Abstinenztheorie des Kapitals erklärt Profit als Entschädigung für einen Konsumaufschub.
Nassau W. Senior ersetzt das Wort "Kapital", als Produktionsinstrument betrachtet, durch das Wort "Abstinenz".
"Der Kapitalist, der in der Vulgärökonomie Bescheid weiß, sagt vielleicht, er habe sein Geld mit der Absicht vorgeschossen, mehr Geld daraus zu machen." Doch für den Prozess der Kapitalverwertung sind die guten Absichten des Kapitalisten irrelevant. "Welches immer das Verdienst seiner Entsagung, es ist nichts da, um sie extra zu zahlen, da der Wert der Produkte, der aus dem Prozeß herauskommt, nur gleich der Summe der hineingeworfenen Warenwerte." Dies ist der Grundsatz, worauf schon die Lehre der Physiokraten von der Unproduktivität aller nichtlandwirtschaftlichen Arbeit beruht.
Dass das eingesetzte Kapital sich verwerten kann, d. h. einen Mehrwert erzielen kann, erklärt Marx daraus, dass die von ihm gekaufte Ware Arbeitskraft die besondere Gebrauchswerteigenschaft aufweise, eine größere Wertsumme zu produzieren, als ihr eigener Wert beträgt.

## Kritik der Vulgäransichten über die Arten von Einkommen

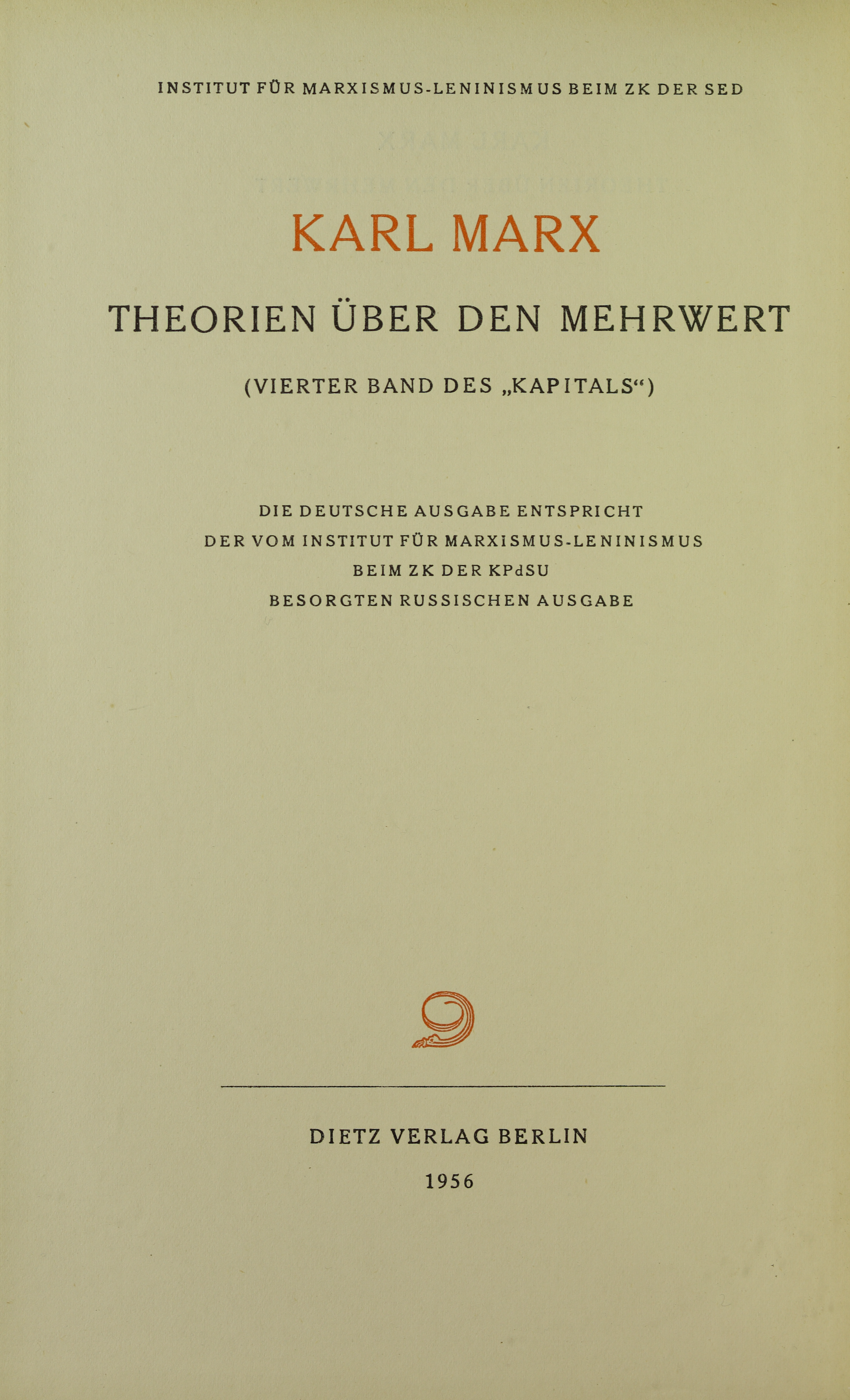
Theorien über den Mehrwert, 1956

Als Beilage zum dritten Teil der Theorien über den Mehrwert wird der Marxschen Disposition folgend eine Abhandlung gebracht: Revenue and its sources. Die Vulgärökonomie. Hier betrachtet Marx eingehend die vulgären Anschauungen über den Kapitalzins sowie die Entstehung der verschiedenen Einkommensarten:
„So wird die Erde die Quelle der Grundrente, das Kapital die Quelle des Profits und die Arbeit die Quelle des Arbeitslohns.“ 
Während bei der Lohnarbeit dem gesunden Menschenverstand noch klar genug bleibt, dass die Arbeit selbst ihren Lohn schafft, personifiziert sich bei der Grundrente die Produktivkraft der Natur im Grundbesitzer. "Dagegen ist in dem zinstragenden Kapital der Fetisch vollendet": „der sich selbst verwertende Wert, das geldmachende Geld“.
Nach Marx teilt sich der Profit auf in den "industriellen Profit" und den Zins, den der industrielle Kapitalist für das von ihm geliehene Kapital zahlen muss. Denn Kapital kann, in der Form von Ware oder Geld, auch gekauft werden.
„Geld oder Ware wird so nicht als Geld oder Ware verkauft, sondern in zweiter Potenz, als Kapital, als sich vermehrendes Geld oder Warenwert. Es vermehrt sich nicht nur, sondern erhält sich im Gesamtprozeß der Produktion. Es bleibt daher als Kapital bei dem Verkäufer, kehrt zu ihm zurück. Der Verkauf besteht darin, daß ein Dritter, der es als produktives Kapital verwendet, von seinem Profit, den er durch dies Kapital macht, bestimmten Teil dem Besitzer des Kapitals zu zahlen [hat].“

## Weitere Begriffsverwendung
Im Marxschen Sinne wurde der Begriff von Marxisten und kapitalismuskritischen Ökonomen wie etwa Franz Oppenheimer verwendet.
Nach Oskar Lange waren manche Vertreter der Vulgärökonomie auch Anhänger der Nutzentheorie.
Das in den 1970er Jahren in der DDR erschienene Ökonomische Lexikon behält den Marxschen Begriff bei, nimmt davon jedoch bestimmte aktuelle Entwicklungen wissenschaftlicher Einzelforschungsrichtungen aus.
Begriffsprägungen wie Vulgärmarxismus oder Vulgärmaterialismus nehmen in ähnlicher Weise Bezug auf die Vorgänge der Vulgarisierung wissenschaftlicher Theorien bzw. der Angleichung derselben an gängige Alltagstheorien.